# Gemeenteraad van New York

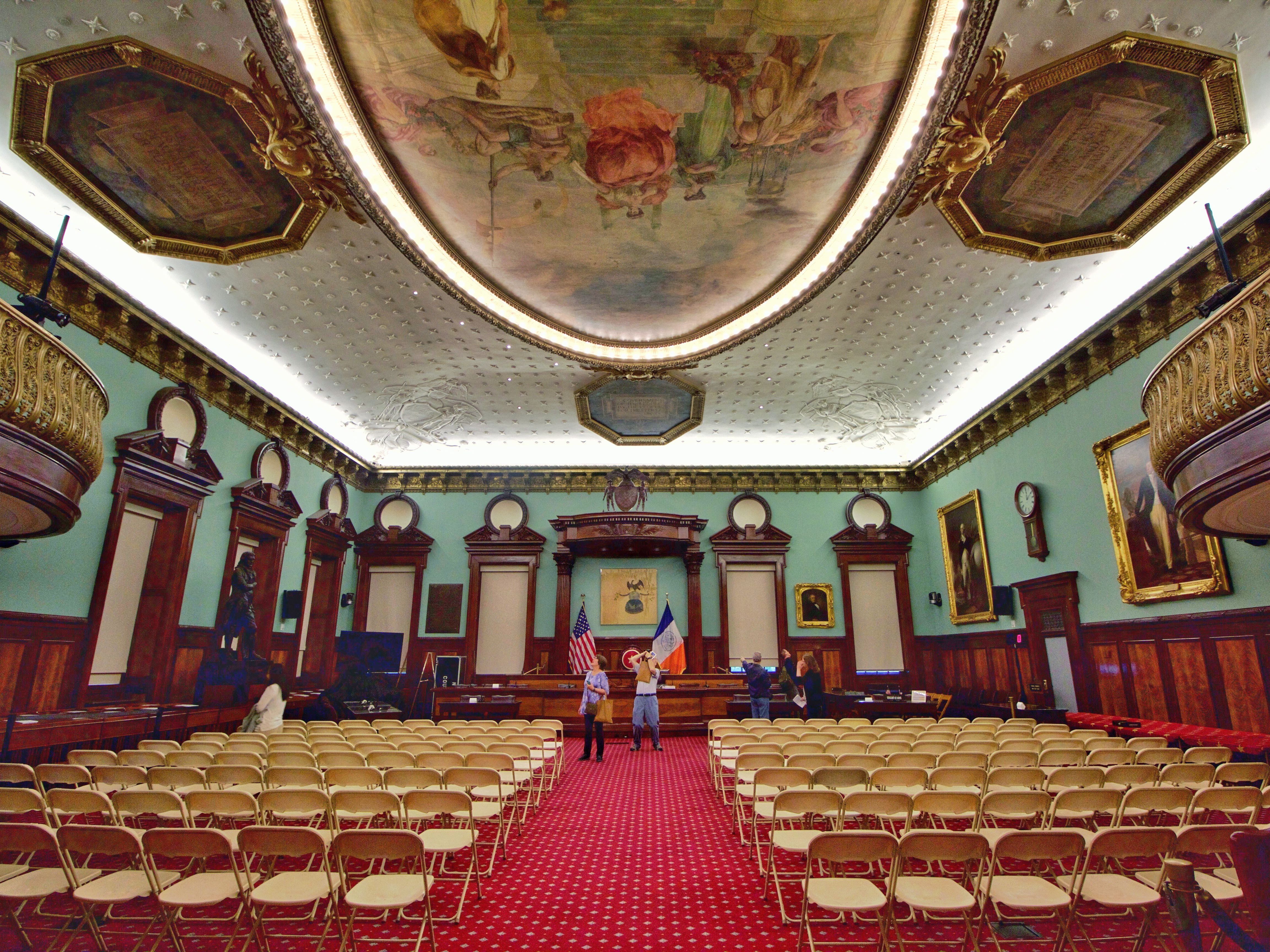
Raadszaal in het stadhuis van New York

De gemeenteraad van New York (Engels: New York City Council, afgekort NYCC) is het wetgevend orgaan van de stad New York in de Amerikaanse staat New York.
De NYCC heeft een controlerende functie ten opzichte van de burgemeester, die los van de gemeenteraad zelf wordt verkozen. De NYCC heeft wetgevende machten (gecodeerd in de New York City Administrative Code), neemt beslissingen inzake ruimtelijke planning, kan als enige de begroting goedkeuren en ziet toe op de agentschappen van de stad.
De NYCC telt 51 gemeenteraadsleden die elk een kiesdistrict vertegenwoordigen. De gemeenteraad wordt voorgezeten door een Speaker, sinds 2018 is dat de Democraat Corey Johnson. In 2021 zetelen er 44 Democraten in de NYCC en slechts 3 Republikeinen.
Van in de 17e eeuw, toen de stad nog Nieuw-Amsterdam heette, bestaat er een lokale legislatuur. De NYCC werd in de huidige vorm opgericht in 1938. Van 1938 tot 1945 werden raadsleden gekozen volgens een systeem van evenredige vertegenwoordiging met enkelvoudige overdraagbare stem. In 1947 werd dat systeem ingewisseld voor een meerderheidsstelsel met een verkozene per district én 10 gemeenteraadsleden die over alle districten heen werden gekozen. Dat systeem sneuvelde door een rechterlijke uitspraak in de jaren 80. Sindsdien worden er 51 raadsleden verkozen uit (kleinere) districten.